# Matro
Matro är en bergstopp i Schweiz.   Den ligger i distriktet Blenio och kantonen Ticino, i den sydöstra delen av landet, 130 km sydost om huvudstaden Bern. Toppen på Matro är 2 173 meter över havet, eller 87 meter över den omgivande terrängen. Bredden vid basen är 2,2 km.
Terrängen runt Matro är huvudsakligen mycket bergig. Närmaste större samhälle är Biasca, 6,6 km sydost om Matro. 
I omgivningarna runt Matro växer i huvudsak blandskog. Runt Matro är det ganska glesbefolkat, med 50 invånare per kvadratkilometer.